# Tran-Nhut
Le sorelle Tran-Nhut (Kim e Thanh-Van, rispettivamente nate nel 1963 e 1962) sono due scrittrici nate in Vietnam del Sud, note per aver dato vita al personaggio del mandarino Tan, un investigatore vietnamita le cui storie sono ambientate nell'epoca del Dai-Viet settecentesco.
Nel 1968 si trasferiscono con la famiglia negli Stati Uniti. Tre anni dopo si spostano in Francia per completare gli studi superiori, ma Thanh-Van nel 1980 riparte per gli USA per conseguire la laurea in ingegneria meccanica al California Institute of Technology.
Nel 1999 iniziano a scrivere a quattro mani, creando il Mandarino Tan, un giovane magistrato che si muove nel Vietnam del XVII secolo, un personaggio che trae ispirazione dal nonno materno delle autrici, una figura quasi mitica della famiglia, che ebbe accesso molto giovane alla carica di mandarino. Le temple de la grue écarlate, la sua prima avventura viene pubblicata nello stesso anno.
Dal 2003, Thanh-Van ha proseguito da sola a scrivere le inchieste del Mandarino Tan, vincendo nel 2008 il Prix Lion Noir. Kim si è invece dedicata ai romanzi d'avventura per ragazzi.

### Le inchieste del Mandarino Tan
- 1999 - Le temple de la grue écarlate
- 2000 - L'ombra del principe (L'ombre du prince)
- 2001 - La polvere nera di maestro Hu (La poudre noire du maître Hou)
- 2003 - L'ala di bronzo (L'aile d'airain)
- 2005 - Lo spirito della volpe (L'Esprit de la renarde)
- 2007 - Les travers du docteur Porc
- 2009 - Le banquet de la licorne
- 2011 - Les Corbeaux de la Mi-Automne

### Opere di Thanh-Van
- 2007 - In memoriam
- 2009 - Le Palais du Mandarin
- 2010 - La Femme dans le miroir

### Opere di Kim
- 2004 - Imbroglius
- 2006 - Le réseau Imbroglius : Le baiser de l’altéron